# 刺股刺頸龜
刺股刺頸龜（學名：Acanthochelys pallidipectoris）是刺頸龜屬下的一種龜，發現於阿根廷、巴拉圭和玻利維亞。